# 拇指將軍湯姆
查理斯·舍伍德·史達通（Charles Sherwood Stratton，1838年1月4日—1883年7月15日），藝名「拇指將軍湯姆（General Tom Thumb）」， 是一名美國馬戲團演員與侏儒症患者，因身為P.T.巴納姆馬戲團的台柱而聞名。

## 幼年
1838年1月4日，史達通出生於美國康乃狄克州布里奇波特，父親是位木匠。在出生六個月後，史達通停止生長，那時他身高64公分，體重6.8公斤。直至4歲，史達通僅再長高2.5公分。雖然身材矮小，但史達通身體健康、手腳靈活、智力也與常人無異。

## 職業生涯
P.T.巴納姆在聽聞史達通的故事後與其父母聯繫，邀請史達通加入他剛成立的馬戲團。巴納姆教導年幼的史達通唱歌、跳舞、模仿等才藝，並在他五歲時進行首次美國巡演。在這次處女秀中，史達通善歌擅舞、幽默風趣、模仿邱比特、拿破崙等名人也是維妙維肖，使他名聲大振，也讓巡演獲得巨大的成功。
次年，巴納姆為了將史達通打造為國際名人，帶領他前往歐洲巡演。史達通兩度覲見英國維多利亞女王，並目睹當時才三歲的愛德華七世。1845年，史達通在法國的表演同樣獲得成功，無論他走到哪，總是被無數的觀眾圍繞。在為期三年的歐洲之旅後，紅透半邊天的史達通回到美國。當時的他已擁有世界級的知名度，同年代的演員無人能比。
在1847年第二次美國巡演中，史達通衣錦還鄉，並為愛爾蘭大飢荒的災民們募款。
史達通在紐約的首場演出為傳統的「怪胎秀」帶來變革。在他之前，怪胎秀純粹為滿足觀眾的獵奇心，是對表演者的人格剝削，被認為是低俗且加深汙名化的。然而多才多藝且性格開朗的史達通，卻將怪胎秀昇華為不分階級的大眾娛樂。他是一位才華洋溢的演員、歌手兼舞者。巴納姆除利用他的侏儒身材作為噱頭，更多的是培養、突出其表演天賦；評論家也將他視為一位專業演藝人員，而非就其體質缺陷做文章。
1846年，8歲的史達通開始緩慢成長。13歲時他身高74公分；18歲時82.6公分；21歲時成長到86公分。1862年10月3日，24歲的史達通成長至89公分，並加入共濟會。

## 晚年

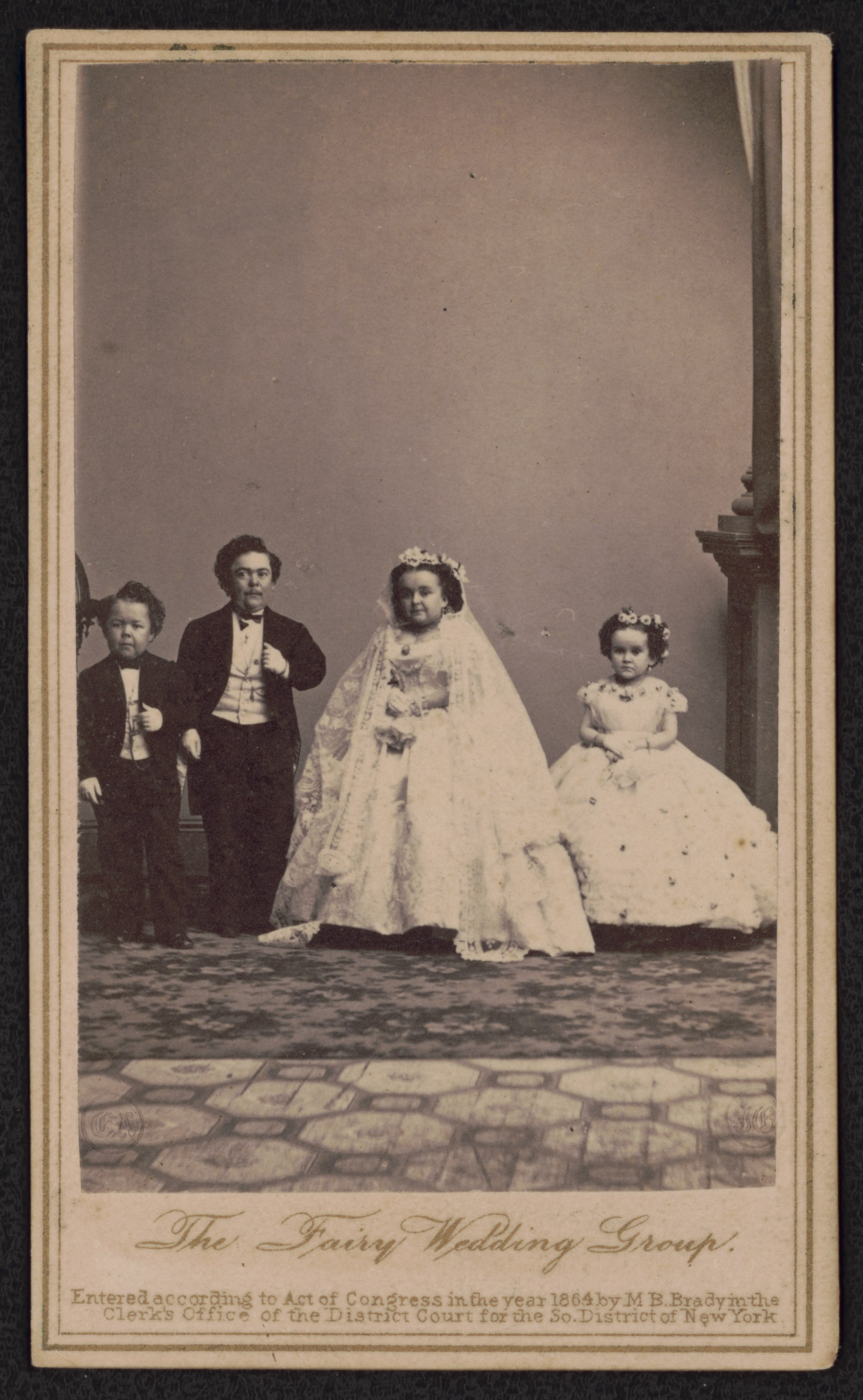
史達通夫婦的新婚照，左起為伴郎喬治·華盛頓·莫里森、新人史達通夫婦與伴娘米妮·沃倫。

1863年，25歲的史達通與同為侏儒的拉維尼婭·沃倫（Lavinia Warren）成婚，兩人結婚的消息佔據各大新聞頭版。婚禮在紐約恩典堂舉行，餐宴則訂在紐約大都會飯店。史達通與妻子站在接待處的三角鋼琴上迎賓，賓客數量達10,000名。兩人的伴郎是巴納姆馬戲團旗下另一位侏儒喬治·華盛頓·莫里森 （页面存档备份，存于），伴娘則是拉維尼亞的姐姐米妮·沃倫。婚禮之後，時任總統的亞伯拉罕·林肯在白宮接待這對夫婦。婚後，史達通與妻子繼續在歐洲與英屬印度（現孟加拉地區）巡迴演出。
在巴納姆的經營下，史達通成為富翁。他在紐約精華地區擁有一棟房子、一艘蒸汽遊艇，以及康乃狄克州頂針群島上的特殊改建房屋。當巴納姆陷入財務困境時，史達通出資解救了他，成為舊老闆的業務合作夥伴。
1878年，史達通在英國進行他最後一次公開露面。1883年1月10日，史達通在密爾瓦基的紐沃爾飯店住處遭遇火災。該場火災造成71人死亡，史達通夫婦與飯店經理西爾維斯特·布萊克（Sylvester Bleeker）被幸運救出。

## 逝世

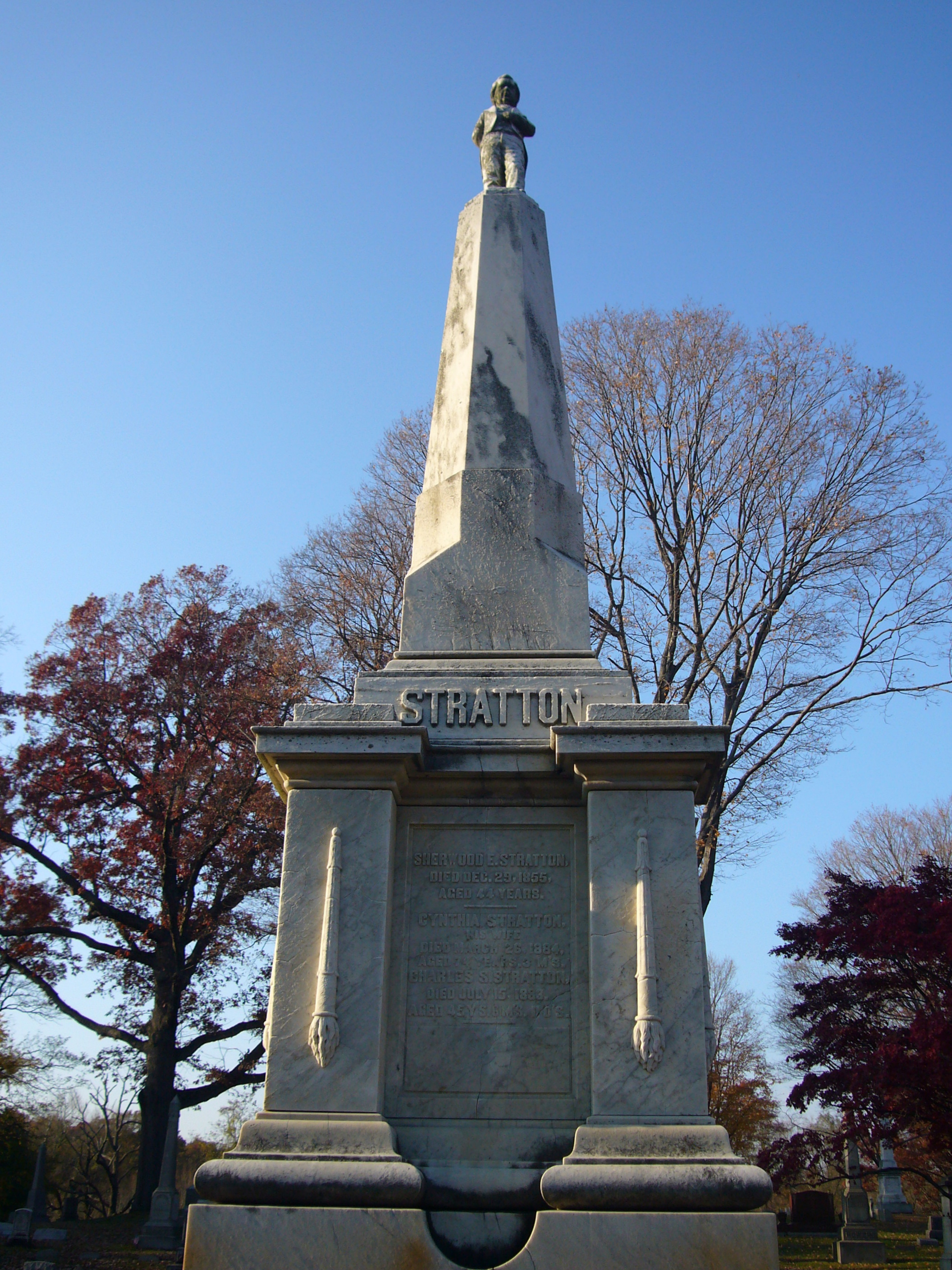
史達通位於山林公墓的墓碑。

自紐沃爾飯店火災倖存六個月後，史達通死於中風，享年45歲。超過20,000人參加葬禮，巴納姆並特別訂做真人尺寸的史達通雕像置於他的墓碑頂端。葬於山林公墓。35年後，妻子拉維妮婭逝世，兩人合葬一處。
1959年，史達通的雕像被歹徒惡意摧毀。巴納姆節慶協會和山林公墓協會通過公眾募集的資金將其修復。